# Holger Fach
Holger Fach, nemški nogometaš in trener, * 6. september 1962, Wuppertal, Zahodna Nemčija.
Sodeloval je na nogometnemu delu poletnih olimpijskih iger leta 1988 in osvojil bronasto medaljo.